# Melipona quinquefasciata
Melipona quinquefasciata är en biart som beskrevs av Amédée Louis Michel Lepeletier 1836. Melipona quinquefasciata ingår i släktet Melipona och familjen långtungebin. Inga underarter finns listade i Catalogue of Life.